# Amata krymaea
Amata krymaea là một loài bướm đêm thuộc phân họ Arctiinae, họ Erebidae.